# Sant’Angelo in Vado
Sant’Angelo in Vado (im örtlichen Dialekt: Sant’Angële ) ist eine italienische Gemeinde (comune) in der Provinz Pesaro und Urbino in den Marken. Sant’Angelo in Vado ist Teil der Comunità Montana Alto e Medio Metauro.

## Lage
Die Gemeinde liegt etwa 19 Kilometer westsüdwestlich von Urbino und etwa 50 Kilometer südwestlich von Pesaro am Metauro. Die Gemeinde grenzt an die Exklave der Città di Castello (Provinz Perugia).

## Geschichte
Sant’Angelo in Vado ist auf den Resten einer römischen Siedlung errichtet. Mit der Fundstätte Domus del Mito finden noch immer wichtige archäologische Erkundungen im Gemeindegebiet statt.
Die Gemeinde war von 1635 an Bischofssitz (aeque pricipaliter mit Urbania) mit der Kathedrale San Michele Arcangelo, seit der Vereinigung mit dem Bistum Urbino 1986 zum Erzbistum Urbino-Urbania-Sant’Angelo in Vado hat der Ort aber seine Bedeutung dahingehend verloren.

## Verkehr
Die Strada Statale 73bis di Bocca Trabaria (zugleich: E 78) von Fano nach San Giustino führt in Ost-West-Richtung durch die Gemeinde. Bei Sant’Angelo in Vado kreuzt auch die Strada Statale 687 Pedemontana delle Marche, die von hier aus nach Lunano führt.

## Städtepartnerschaft
- Mar del Plata in Argentinien ist Partnerstadt von Sant’Angelo in Vado.

## In Sant’Angelo geboren
- Taddeo Zuccari (1529–1566), Maler
- Federico Zuccari (1539–1609), Maler
- Francesco Mancini (1679–1758), Maler
- Torquato Dini (1893–1934), Erzbischof und Diplomat
- Mario Spezi (1945–2016), Journalist und Autor